# Most Dworcowy w Poznaniu
Most Dworcowy w Poznaniu – wiadukt drogowy nad linią kolejową, w granicach administracyjnych miasta Poznania, którego konstrukcja składa się z dwóch niezależnych wiaduktów. Położony w bliskim sąsiedztwie dworca kolejowego Poznań Główny.
Stanowi przedłużenie ul. Stanisława Matyi (dawniejszej ul. Towarowej). Łączy się z ul. Głogowską, przed głównym wejściem na teren Międzynarodowych Targów Poznańskich. Umożliwia dojazd do Centrum i Wildy z Łazarza. Znajduje się w ciągu I ramy komunikacyjnej.
Wpisany do rejestru zabytków 19 kwietnia 1993 pod numerem A-413.